# Щит Оріона

Щит Оріона — астеризм північної півкулі небесної сфери, розташований близько до небесного екватора (схилення π1 Оріона - зорі цього астеризму, що розташована найвище від нього становить +10° 09′ 04.1″). Складається з шести зір сузір'я Оріон, що утворюють дугу: π1, π2, π3, π4, π5 та π6 сузір'я Оріон (ці назви 6 зірок є винятком у позначеннях Байєра, де кратні зірки можуть позначатися однією літерою (зорі близько розташовані одна до одної на небесній сфері, а у цьому випадку кутова відстань між π1 та π6 становить близько 9°). Але всі ці зорі не надто яскраві (найяскравіша серед них — π3 Оріона —зоря, що трохи схожа на наше Сонце, але масивніша та яскравіша; розташована на відстані 26 світлових років від Землі), тому споглядати на цей астеризм нелегко, особливо якщо видимість зір погана через атмосферні явища. Щит Оріона доступний всім спостерігачам України, найкраще його видно взимку, як, власне, і сузір'я Оріон.
На художніх зображеннях сузір'я Оріон цей об'єкт зобжажається як щит або як шкура вбитого лева.
Існує ще одна стара назва астеризму — Панцир Черепахи.